# Левчук Олександр Васильович
Левчук Олекса́ндр Васи́льович — учасник Афганської війни 1979–1989 років.

## Нагороди
- орден «За заслуги» III ступеня (13.2.2015)